# サンタプレゼントパーク・マロースゲレンデ
サンタプレゼントパーク・マロースゲレンデ（英: Santa Present Park Mallows Garande）は、北海道旭川市にあるスキー場。

## 概要
旭川市街から車で15分程の距離にあり、気軽にスキーやスノーボードを楽しむことができる。1999年（平成11年）、2001年（平成13年）、2015年（平成27年）には国際スキー連盟による『スノーボード・ワールドカップ』（FIS Snowboard World Cup）を開催している。
「ニコラス展望タワー」は「日本夜景遺産」・「恋人の聖地」サテライトに選定されており、ゲレンデを用いてのドッグランと合わせて夏季のみの営業を行っている。
ゲレンデはナイター照明を完備しており、冬季は基本的に21時まで営業している（年末年始などは除く）。そのため、近隣のカムイスキーリンクスとはしごしての滑走も可能で、実際に市内中心部のホテルと両スキー場を結ぶバスなども運行されている。

## 沿革
1969年（昭和44年）に「三榮スポーツ産業株式会社」が設立し、「旭川台場ヶ原サンバレースキー場」としてオープンした。1985年（昭和60年）にはセンターハウスを建設したほか、1987年（昭和62年）にはエリア内に遊園地がオープンした。1995年（平成7年）にスキー場と遊園地を地元の建築資材メーカー「旭ダンケ株式会社」傘下の「ダンケジャパン」が買収し「サンタプレゼントパーク」と改称。名称は「永遠に心に残るプレゼントを贈る場所」の意味を込めたものとした。
1996年（平成8年）には総事業費50億円をかけリニューアルを展開、山頂に展望台「ニコラス展望タワー」や山麓に全天候型遊戯施設「サンタタウン」を新設し遊園地はフランスのサンタ「マダム・ノエル」にちなみ「ノエルガーデン」、スキー場ゲレンデは「マロースゲレンデ」、ロッジを飲食・休憩機能の増強を行い「クリスマスロッジ」に改称。また多目的ホール・チケット売場・売店を備えたエントランス施設「バレンタインチャペル」や山麓のサンタタウンから展望タワーを結ぶモノレール線「サンタモノレール」も新設され、アメリカ「サンタクロース」・スペイン「ベファーナ」・イタリア「バレン」・イギリス「ファザークリスマス」・ドイツ「クリストキント」・東欧「ロチア・ホワイト」・ロシア「マロース」・フランス「マダム・ノエル」・オランダ「ニコラ」・スウェーデン「ルチア」からなる世界各地のサンタクロースに関する伝承に因んだマスコットキャラクター群も制定された。
その後、遊園地は1997年の来場者99,200人をピークに2005年度は31,400人に減少し2006年はゴールデンウィーク3日間のみ営業し老朽化に伴う全面的な整備を理由に以降長期休園、来場者は約6,000人程度に留まり、翌2007年度はゴールデンウィークとお盆休みに限った営業とし、その後廃止されている。

## 施設

### 索道
| 名称       | 定員 | 所要時間 | 備考                     |
| ---------- | ---- | -------- | ------------------------ |
| センター   | 2名  | 約5分    | かつてはロープトゥだった |
| ブラッキー | 2名  | 約9分    |                          |
| グリーン   | 2名  | 約8分    |                          |

1980年代までは、第2ゲレンデにシングルリフト（通称ブルーリフト）が存在していたが、ゲレンデの閉鎖に伴い廃止された。

### その他
- クリスマスロッヂ - レストラン、レンタルコーナー、スキースクール
- ニコラス展望タワー - 高さ50m[11]、延床面積349平米、鉄骨鉄筋コンクリート造3階建て[10]

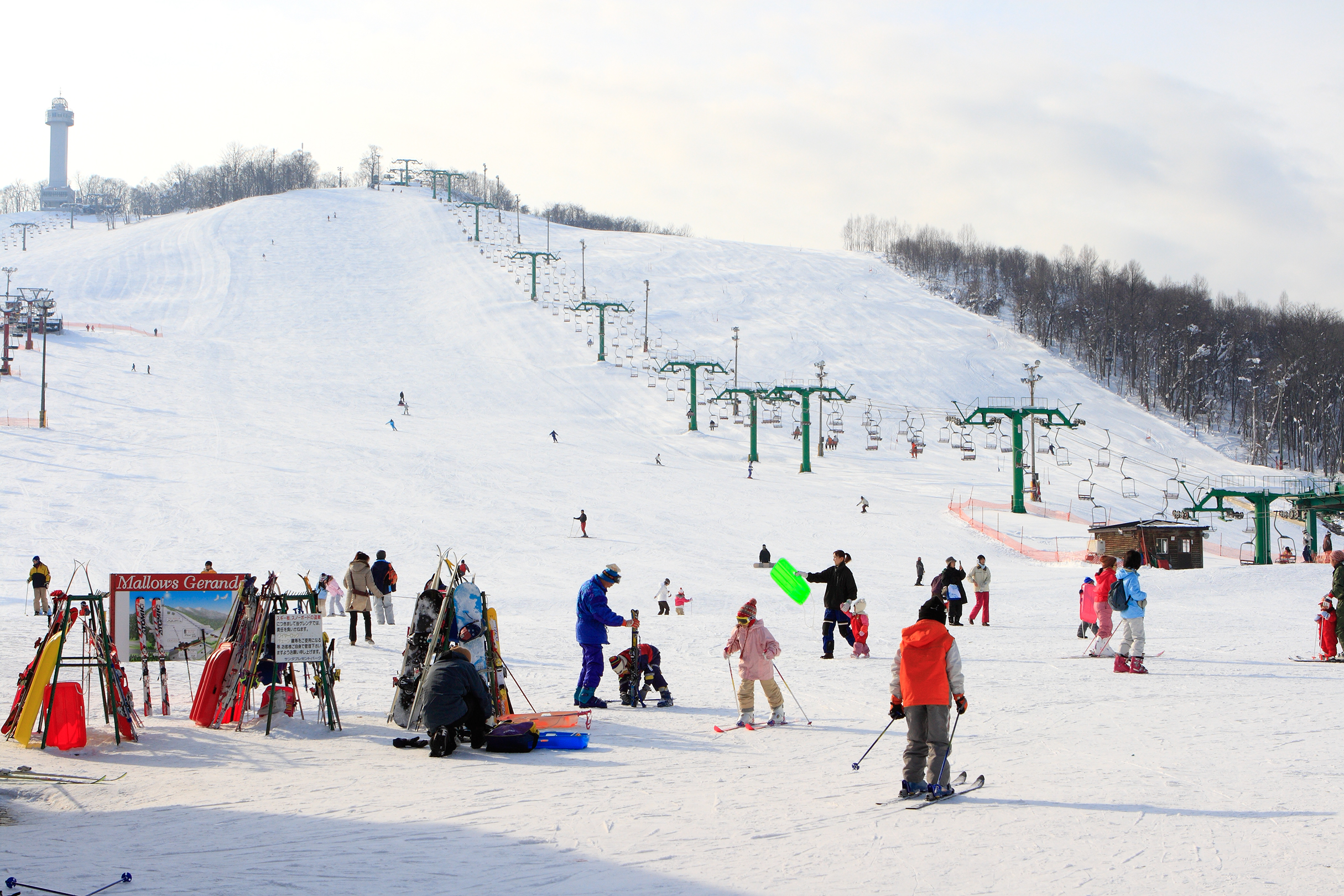
ゲレンデ（2009年1月）

旧遊園地施設「ノエルガーデン」
- ダウンヒルコースター - 全長825m、最大高度19m、時速75km[16]
- スペースローター[17]
- メリーゴーラウンド[17]
- ゴーカート[17]
- 急流滑り[17]
- 観覧車 - 高さ50m[13]
- ヘリコプター[10]
- アストロスインガー[10]
- パラトルーパー[10]
- ドラゴンコースター[10]
- ツイスター[10]
- フライングポップ[10]
- サターン[10]
- スペースシップ[10]
- 回転ボート[10]
- サンタモノレール - 路線長965m、車両定員18名・24名各1両、千代田化工建設製[10]

## アクセス・駐車場
- 道央自動車道旭川鷹栖ICから車で約15分
- 北海道旅客鉄道（JR北海道）旭川駅から車で約15分
- 旭川空港から車で約30分
- 駐車場：1,500台